# Marano Equo
Marano Equo és un comune (municipi) de la ciutat metropolitana de Roma, a la regió italiana del Laci, situat uns 45 km a l'est de Roma. L'1 de gener de 2018 tenia 783 habitants.
Es troba en un pendent pronunciat que baixa fins a la vall del riu Aniene, amb el Monts Simbruini situat a prop.
Marano Equo limita amb els municipis d'Agosta, Anticoli Corrado, Arsoli, Cervara di Roma, Rocca Canterano i Roviano.